# Лещинский, Самуил
Самуил Лещинский (1637—1676) — польский магнат, ротмистр королевский (1659), полковник королевский (1665), обозный великий коронный (1667—1676), воевода дерптский (1670—1676), староста луцкий и корсунский, панегирист и поэт.

## Биография
Представитель знатного магнатского рода Лещинских герба Венява. Единственный сын и наследник воеводы дерптского Анджея Лещинского (1606—1651) от первого брака с Анной Корецкой.
С рождения исповедовал кальвинизм, но после смерти своего отца перешел под опеку своего дяди, подскарбия великого коронного Богуслава Лещинского, который склонил его отказаться от протестантства и перейти в католицизм. Протестантская церковь в Барануве-Сандомерском была передана католикам, которые выбросили оттуда останки отца, деда и бабки Самуила.
Опасаясь наездов князей Корецких, Самуил Лещинский в 1657—1658 годах поставил казацкие гарнизоны в своих владениях в Корязях и Межиричах и под давлением шляхты и мещан обратился за помощью к украинскому гетману Ивану Выговскому.
В 1667 году Самуил Лещинский получил должность обозного великого коронного, ему также принадлежали луцкое и корсунское староства. Участник русско-польской войны (1654—1667 гг.). В 1659 году носил чин ротмистра королевского. В 1660 году участвовал в разгроме русской армии в битве под Чудновом. В 1665 году получил чин полковника. В 1670 году получил должность воеводы дерптского и стал сенатором Речи Посполитой. В 1673 году из-за слабого здоровья не участвовал в Хотинской битве с турками.
Был женат на Констанции Вишневецкой (ум. 1669), единственной дочери старосты кременецкого, князя Ежи (Юрия) Вишневецкого (ум. 1641) и Ефросиньи Тарновской (ум. 1645), от брака с которой не имел потомства.

## Творчество
После Чудновской битвы с русской армией Самуил Лещинский в 1661 году написал поэму «Potrzeba z Szeremetem, hetmanem moskiewskim, i z Kozakami w roku Pańskim 1660 od Polaków wygrana». В 1674 году в честь победы поляков в Хотинской битве была им издана поэма «Classicum nieśmiertelnej sławy po szczęśliwej i niesłychanej victoriej pod Hocimiem dnia XI Novembra R. P. 1673 otrzymanej». В честь польского короля Яна ІІІ Собеского написал «Carmen ojczyste» (осталась только в рукописи).